# Кућа у Ул. Петра Драпшина бр. 8
Кућа у Ул. Петра Драпшина бр. 8 у Панчеву, подигнута је 1878. године и представља непокретно културно добро као споменик културе.
Кућа је саграђена као једноспратна грађевина са основом у облику латиничног слова „L”, да би јој убрзо подужно дворишно крило било продужено приземним објектом и дозидано још једно приземно крило. Улична фасада је симетрично решена, са ајнфорт капијом у средини и по три лучно завршена отвора - излога, који су некад били прозори, са сваке стране. Изглед отвора са леве стране у потпуности је измењен накнадним интервенцијама. Изнад кордонског венца који хоризонтално дели фасаду, изнад улаза, налази се балкон и по три прозора са сваке стране. Декоративна обрада фасаде изведена је у еклектичком стилу, са елементима неоренесансе. 
Споменик културе има стилско-архитектонске вредности као изразити пример еклектичке стилске оријентације у градитељском наслеђу Панчева. Поред историјског значаја, јер су у кући боравили Милан Ћурчин и Бранислав Нушић, поседује и амбијенталне вредности као саставни део заштићене целине Трга Слободе.